# INTJ
Cet article concerne un type psychologique de la classification Myers-Briggs. Pour le type socionique INTj, voir Socionique.
INTJ, acronyme anglais pour « introversion, intuition, thinking, judgment » signifiant « introversion, intuition, pensée, jugement », est une abréviation utilisée dans le cadre du Myers Briggs Type Indicator (MBTI) qui désigne l'un des 16 types psychologiques du test. Il est l'un des quatre types appartenant au tempérament Rationnel.
Les INTJ forment le deuxième type de personnalité le plus rare, constituant environ 2 % de la population.
Parmi les types NT, les INTJ sont les moins communs. Les femmes INTJ sont, avec les hommes INFJ, la combinaison type-genre la moins commune.

## Préférences des INTJ
- I — Introversion préférée à l'extraversion : les INTJ sont généralement discrets et réservés. Ils préfèrent interagir avec quelques amis dont ils sont proches qu'avec un large cercle de connaissances, et ils dépensent de l'énergie lors de leurs relations en société[4].
- N — Intuition préférée à la sensation (la lettre N est utilisée puisque le I est déjà utilisé pour l'introversion) : les INTJ sont davantage abstraits que concrets. Ils concentrent leur attention sur l'image globale d'une chose ou d'une situation plutôt que sur ses détails, sur le contexte plutôt que sur la chose en elle-même, sur les possibilités futures plutôt que sur les réalités immédiates[5].
- T — Pensée (en anglais : thinking) préférée au sentiment : les INTJ placent les critères objectifs au-dessus des préférences personnelles. Lorsqu'ils prennent une décision, ils accordent une importance plus grande à la logique qu'à des considérations sociales et/ou passionnelles[6].
- J — Jugement préféré à la perception : les INTJ planifient leurs activités et prennent des décisions rapidement. Leur tendance à prédire les probabilités d'une situation future suscite chez eux un certain self-control, qui peut sembler limitatif aux yeux des types préférant la perception[7].

## Caractéristiques
« Les INTJ appliquent (parfois de manière impitoyable) le critère « Cela marche-t-il ? » pour porter un jugement sur tout ce qui les entoure, depuis leurs propres recherches jusqu'aux normes sociales qui prévalent autour d'eux. Cette manière de penser engendre une rare indépendance d'esprit, libérant l'INTJ des contraintes de l'autorité, de la convention, ou du sentimentalisme. On décrit les INTJ comme des « bâtisseurs de systèmes », en partie parce qu'ils possèdent une inhabituelle combinaison d'imagination et de fiabilité. Les systèmes sur lesquels travaillent les INTJ sont pour eux l'équivalent d'une cause morale aux yeux des INFJ ; ils peuvent faire preuve à la fois de perfectionnisme et de dédain pour l'autorité. Les relations intimes, notamment amoureuses, peuvent constituer le talon d'Achille des INTJ. Ceci est en partie dû au fait que les INTJ peinent à comprendre les conventions sociales ; le plus gros problème, cependant, est qu'ils aimeraient que les gens soient logiques. »

Les INTJ sont analytiques. Comme les INTP, ils préfèrent travailler seuls et sont moins sociables que la majeure partie des autres types. Cependant, un INTJ peut prendre la tête d'un groupe si personne d'autre ne semble vouloir le faire, ou s'ils identifient une faiblesse majeure dans la direction déjà établie. Les INTJ sont pragmatiques, logiques et imaginatifs. Leur tolérance à l'égard de l'émotionnalisme est généralement faible ; ils ne sont pas sensibles aux slogans et ne reconnaissent guère l'autorité basée sur la tradition, le rang ou le titre.

« Les INTJ sont fortement individualistes et cherchent constamment de nouveaux points de vue. Ils aiment découvrir de nouvelles façons de comprendre les choses. Ils sont perspicaces, rapides d'esprit ; cependant, cette rapidité n'est pas forcément visible à l'extérieur, dans la mesure où ils tendent à garder secret le contenu de leurs pensées. Ils accordent une grande confiance à leur propre vision des probabilités, sans se soucier de ce que pensent les autres. On peut même les considérer comme le type le plus indépendant des seize existants. Les INTJ sont dans leur élément lorsqu'ils peuvent développer des idées, théories ou principes, calmement et fermement. »

Le caractère des INTJ inclut principalement deux traits : l'indépendance d'esprit et le désir d'efficacité. Ils sont productifs lorsqu'on leur accorde une certaine autonomie et/ou liberté de création. Ils possèdent un désir inné de s'exprimer en conceptualisant leurs propres systèmes d'idées et de croyances, et possèdent un talent marqué pour analyser et formuler des théories complexes. La personnalité des INTJ les rend compétents dans les domaines de la recherche, universitaire ou scientifique, du conseil, du management, de l'ingénierie et du droit. Ils possèdent souvent un savoir précis de leurs propres connaissances et capacités, ainsi que de leurs limites et de ce qu'ils ne savent pas, une qualité qui les distingue des INTP. Ce savoir leur permet de développer une grande confiance en leurs capacités et en leurs talents, d'où leur capacité à prendre la tête d'un groupe si le besoin s'en fait sentir.
Lorsqu'ils établissent des liens avec les autres, les INTJ cherchent des individus présentant des traits de caractère et des croyances proches des leurs. L'accord sur des valeurs communes constitue un élément déterminant dans leurs relations. Par nature, les INTJ peuvent attendre des autres qu'ils prennent l'initiative, et voient leurs relations d'une façon rationnelle. Ils ne répondront donc pas toujours à un engouement spontané, y compris venant d'eux-mêmes, mais attendront plutôt quelqu'un qui corresponde davantage à leurs critères de valeur. Ils sont stables, fiables, polarisés sur ce qui les intéresse. L'harmonie, dans leur relation et dans leur vie domestique, constitue quelque chose d'extrêmement important pour eux. Ils évitent généralement les passions trop fortes et n'aiment pas perdre leur temps avec ce qu'ils considèrent comme des rituels sociaux dépourvus de sens. Ce trait de caractère peut pousser des non-INTJ à les percevoir comme distants et réservés ; cependant, les INTJ sont habituellement des partenaires très loyaux, prêts à investir beaucoup de temps et d'énergie dans les relations auxquelles ils tiennent pour les faire marcher.
En tant qu'amis, les INTJ privilégient l'harmonie, tant à la maison que dans leurs relations extérieures. Lorsqu'ils choisissent leurs amis, les INTJ font avant tout confiance à leur intuition, en dépit de contradictions évidentes entre eux ou d'une pression sociale défavorable. Les émotions des INTJ sont difficiles à décrypter, et ni les hommes ni les femmes de ce type ne tendent à exprimer leurs pensées ou leurs ressentis sous forme de réactions émotionnelles. Ils peuvent sembler froids, réservés, voire insensibles, alors même qu'ils sont pourvus d'une sensibilité très fine aux signaux de rejet lorsqu'ils émanent de ceux à qui ils tiennent. Dans les situations sociales, les INTJ peuvent également négliger les petits rituels créés pour mettre chacun à l'aise. Par exemple, ils considèrent généralement les « petites conversations », telles que le bavardage, comme une perte de temps. Dans les relations interpersonnelles, les INTJ se sentent généralement mieux en situation de travail qu'en situation récréative.
Selon le psychologue David Keirsey, les INTJ « comprennent les conséquences logiques de chaque mouvement et comprennent facilement comment chaque étape nécessite ou implique la suivante. Ils conçoivent des plans pour toutes les éventualités qui ne manqueront pas de se produire. Ils voient la forêt depuis les arbres et prévoient des erreurs systémiques lorsqu'un projet complexe est entrepris. Avec une vision extrêmement objective, ces pragmatistes ne sont pas facilement influencés par l'émotion, l'espoir, la chance ou le hasard. Les cerveaux ont toujours un plan A en tête, mais sont toujours prêts à passer au plan B, C ou D si nécessaire. » Keirsey ajoute que pour les INTJ « Chaque plan a un but, et chaque étape existe pour une raison. L'ordre n'est jamais arbitraire - chaque pièce doit avoir une intention stratégique délibérée si elle doit être incluse dans la conception principale. En même temps, ils sont très adaptatifs et sont toujours prêts à changer de cap si de nouveaux facteurs sont présentés. Les plans ne sont jamais gravés dans le marbre, car ils sont toujours sujets à amélioration. Les cerveaux ne sont pas concernés par les idées, pour leur propre bien, mais plutôt par les idées pour leur utilisation et leur utilité dans la réalité. »
Selon une étude de 1962 citée par Myers, de tous les types, les INTJ obtiennent systématiquement les scores de QI les plus élevés.

## Fonctions cognitives
D'après les développements les plus récents, les fonctions cognitives des INTJ s'articulent comme suit:
DominanteIntuition introvertie (Ni)
Attirée par des dispositifs ou actions symboliques, l'intuition introvertie opère la synthèse de couples de contraires pour créer dans l'esprit des images neuves. De ces réalisations provient une certaine forme de certitude, qui demande des actions ou des expériences pour nourrir une éventuelle vision de l'avenir ; de telles réalisations peuvent inclure des systèmes complexes ou des vérités universelles.
AuxiliairePensée extravertie (Te)
La pensée extravertie organise et planifie les idées pour assurer une poursuite efficace et productive d'objectifs donnés. Elle cherche des explications logiques aux actions, évènements et conclusions, et y identifie de possibles erreurs ou sophismes.
TertiaireSentiment introverti (Fi)
Le sentiment introverti filtre les informations à partir d'interprétations sur la valeur, formant des jugements en accord avec des critères souvent intangibles. Cette fonction balance constamment entre deux impératifs différents, tels que le désir d'harmonie et celui d'authenticité. Adapté aux distinctions subtiles, le sentiment introverti sent instinctivement ce qui est vrai ou faux dans une situation donnée.
InférieureSensation extravertie (Se)
La sensation extravertie se concentre sur les expériences et les sensations du monde physique et immédiat. Pourvue d'une conscience aigüe de ce qui entoure l'individu, elle lui apporte des faits et des détails pouvant constituer le moteur d'actions spontanées.

### Fonctions secondaires
D'après les développements les plus récents, notamment les travaux de Linda V. Berens, ces quatre fonctions additionnelles ne sont pas celles auxquelles les INTJ tendent naturellement, mais peuvent émerger en situation de stress. Pour les INTJ, ces fonctions s'articulent comme suit :
- Intuition extravertie (Ne) : l'intuition extravertie trouve et interprète le sens caché d'un objet, d'un propos ou d'une situation, raisonnant à partir de la question « et si...? » pour explorer d'éventuelles alternatives et faire coexister de multiples possibilités. Ce jeu de l'imagination tisse la toile de l'expérience et d'une certaine perspicacité pour former un nouveau schéma d'ensemble, qui peut devenir un catalyseur pour l'action[18].
- Pensée introvertie (Ti) : la pensée introvertie recherche la précision, par exemple celle du mot juste pour exprimer une idée avec exactitude. Elle remarque les menues distinctions qui définissent l'essence des choses, puis les analyse et en opère la classification. La pensée introvertie examine une situation sous tous les aspects, cherche à résoudre des problèmes avec le minimum d'efforts et de risques. Elle recourt à des modèles pour remédier aux flottements et inconsistances du raisonnement logique[19].
- Sentiment extraverti (Fe) : le sentiment extraverti recherche le lien social et créée d'harmonieuses interactions par un comportement poli et adapté. Il répond aux désirs explicites (et implicites) des autres, ce qui peut donner lieu à un conflit interne entre les propres besoins du sujet et le désir de satisfaire ou de comprendre ceux des autres[20].
- Sensation introvertie (Si) : la sensation introvertie collecte les données du moment présent et les compare avec celles des expériences passés. Ce processus fait remonter à la surface des sentiments associés à des souvenirs que le sujet revit en se les remémorant. Cherchant à protéger ce qui lui est familier, la sensation introvertie identifie dans l'histoire des buts et des attentes en vue d'événements futurs[21].

## INTJ célèbres
Bien que seul le passage du test MBTI permette d'identifier avec certitude un type de personnalité, plusieurs praticiens ont tenté de déterminer le type de certains personnages célèbres à partir d'éléments biographiques. Voici une liste de personnalités identifiées comme INTJ, sans avoir réellement passé de test.

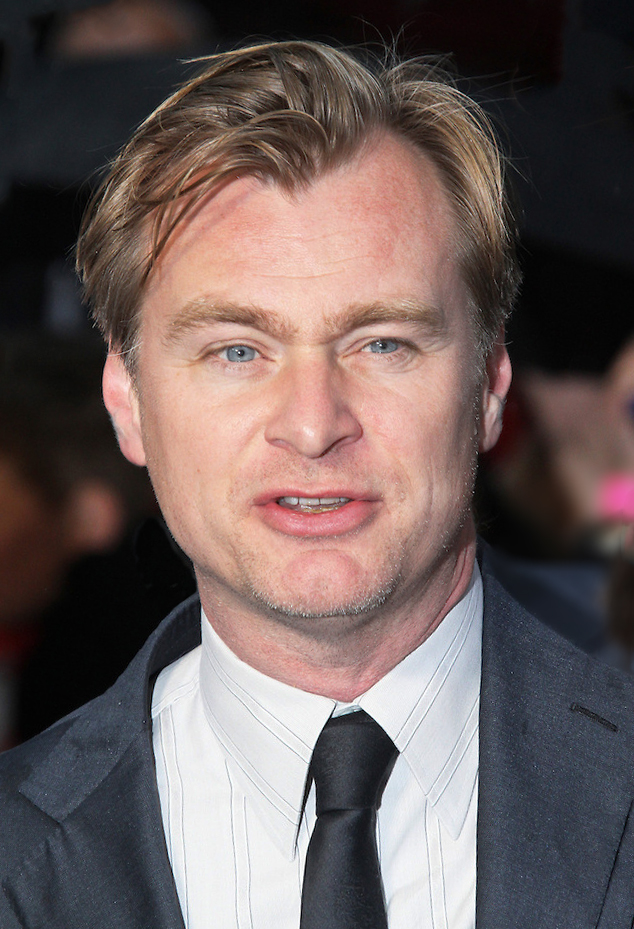
Christopher Nolan, réalisateur, scénariste, monteur et producteur de cinéma britannico-américain[22].
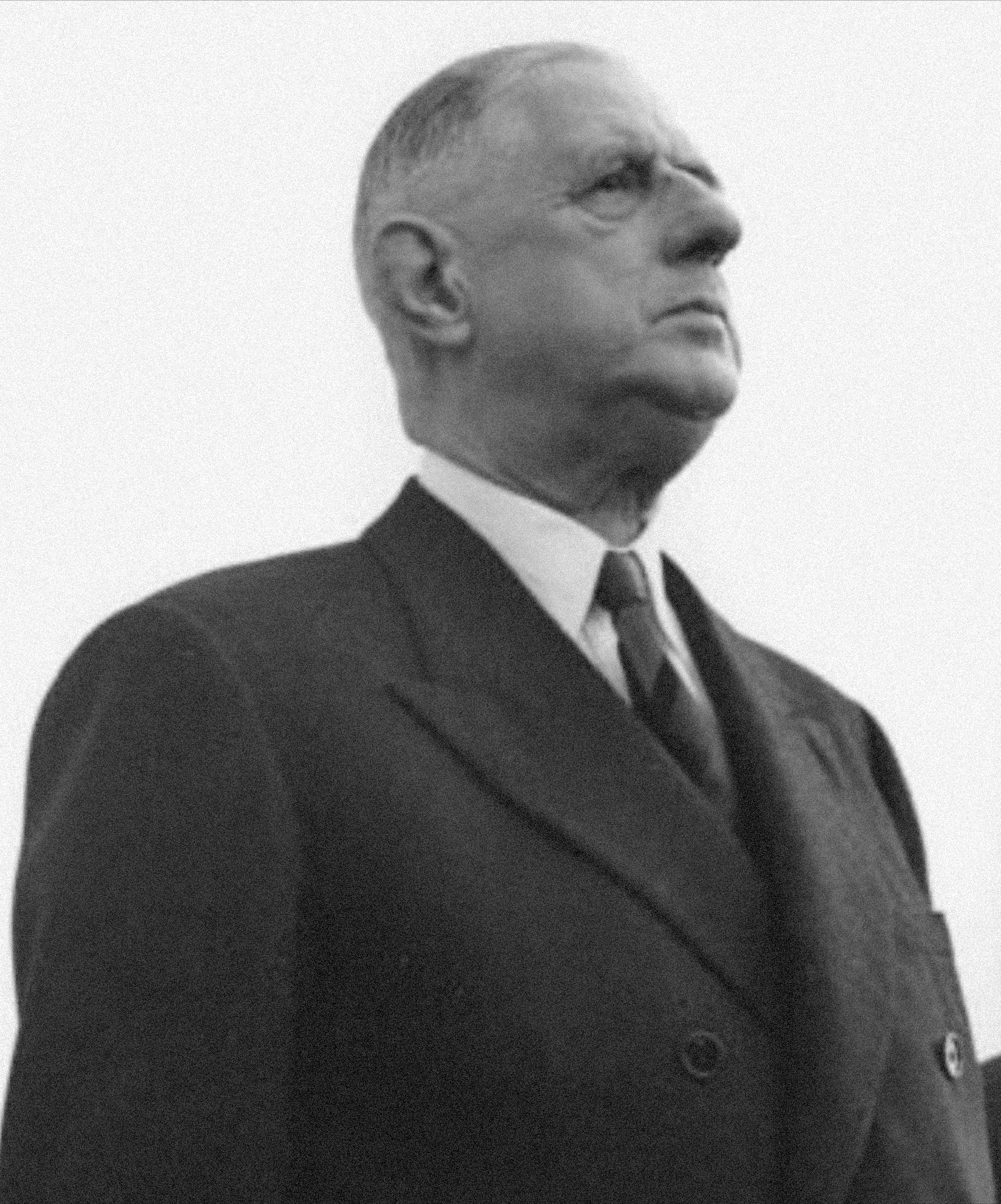
Charles De Gaulle[22], président de la République française sous la Ve république.
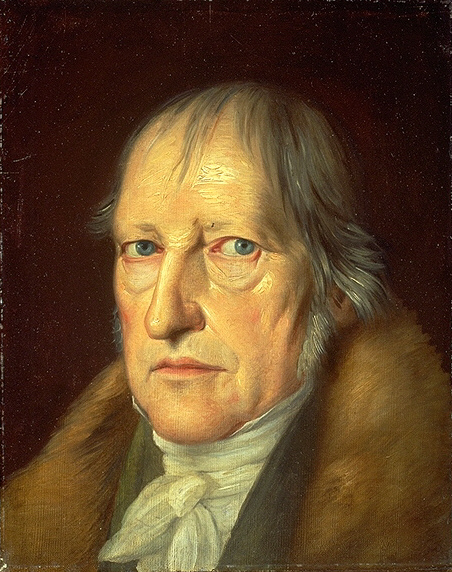
G.W.F. Hegel, philosophe Allemand.
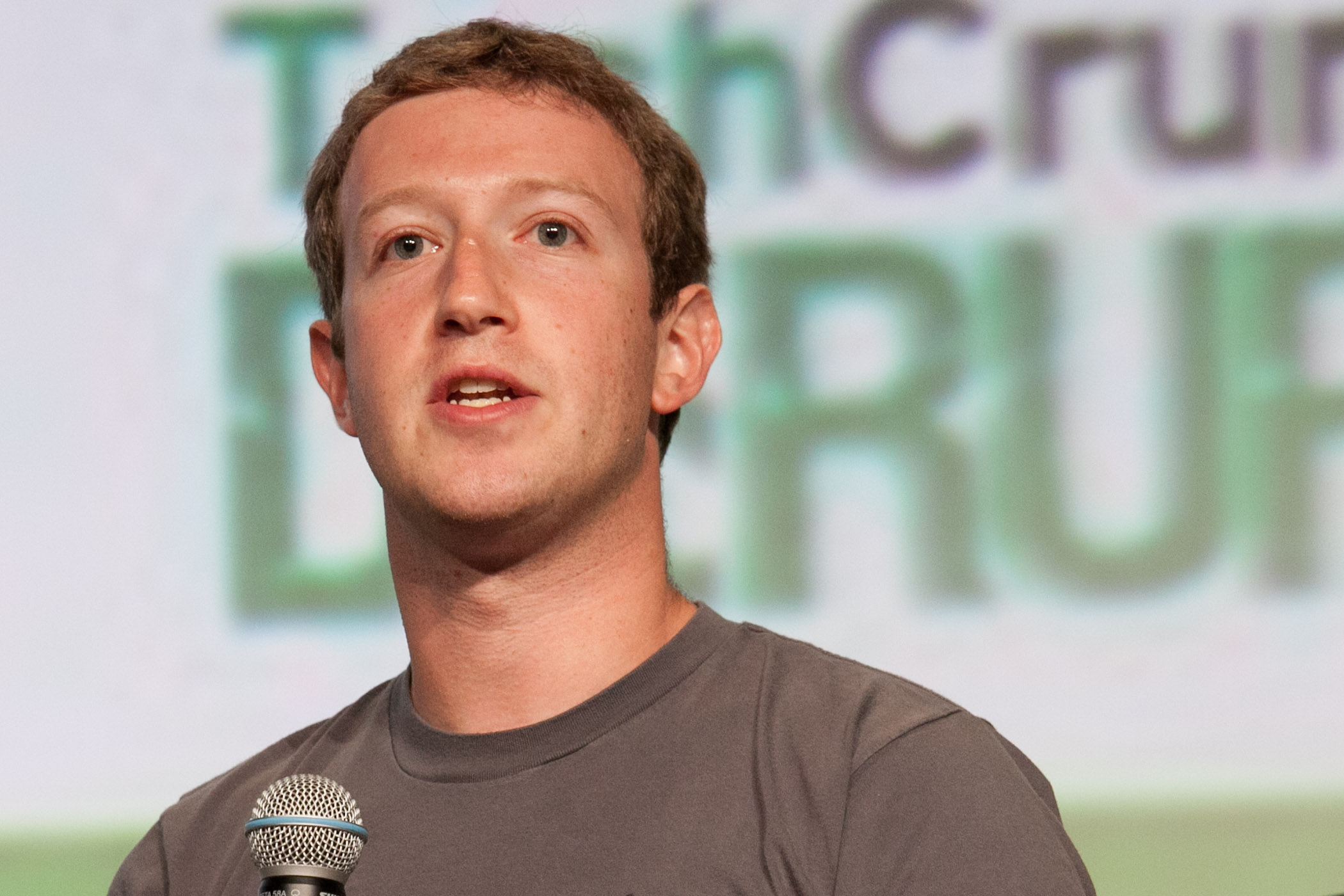
Mark Zuckerberg, informaticien, chef d'entreprise américain, président-directeur général de Facebook[22].
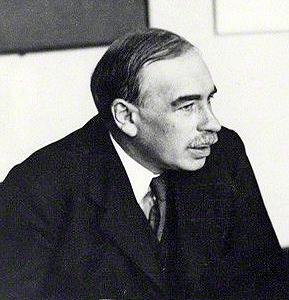
John Maynard Keynes, économiste anglais[22].
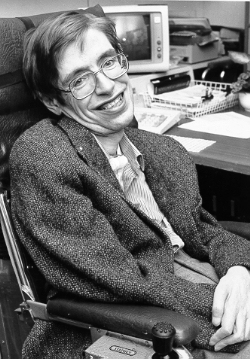
Stephen Hawking, physicien et cosmologiste britannique[22].
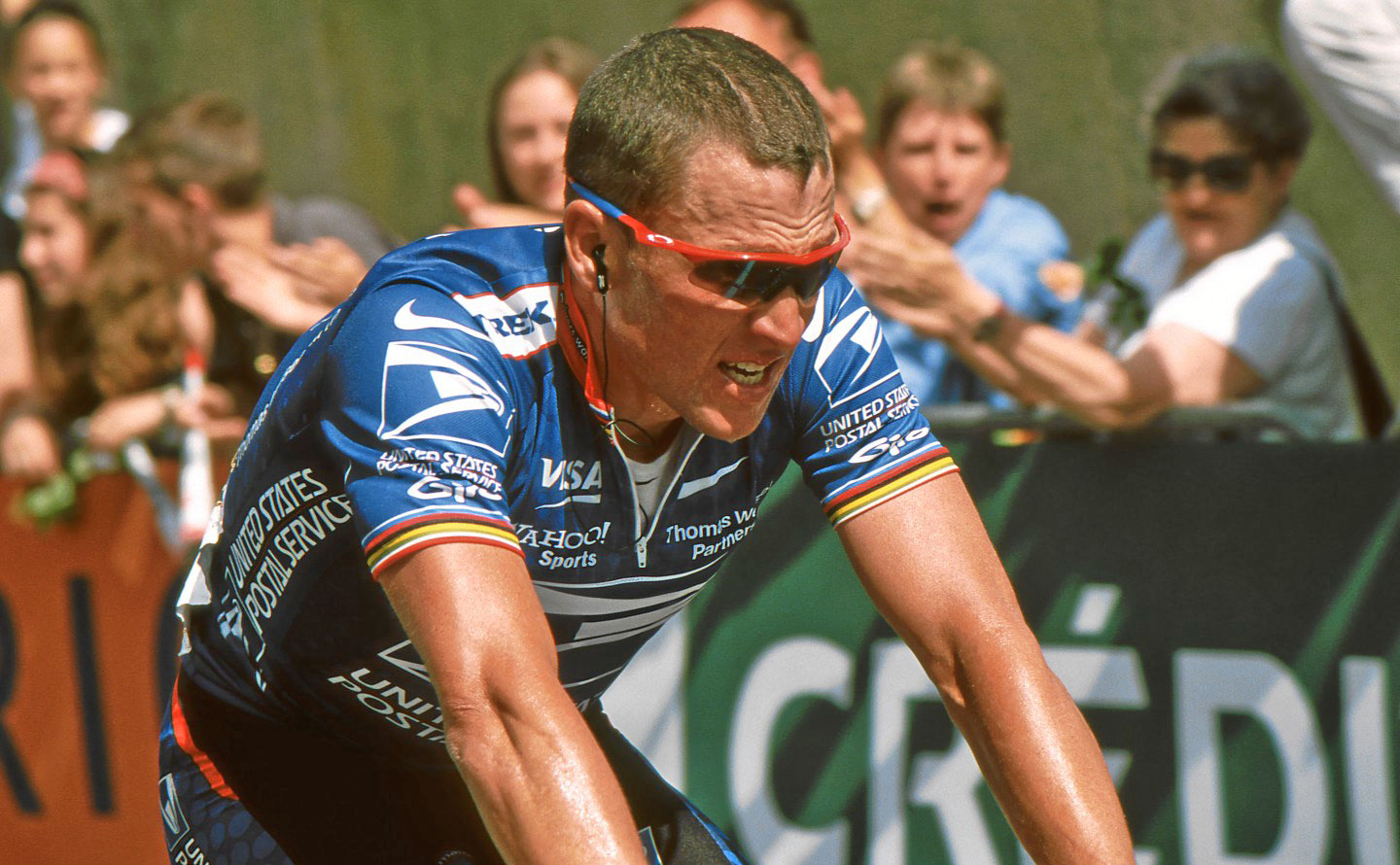
Lance Armstrong, coureur cycliste américain[23].